# Anomaloglossus stepheni
Anomaloglossus stepheni är en groddjursart som först beskrevs av Martins 1989.  Anomaloglossus stepheni ingår i släktet Anomaloglossus och familjen Aromobatidae. IUCN kategoriserar arten globalt som livskraftig. Inga underarter finns listade i Catalogue of Life.